# ریغاس فرئوس
آنتونیوس ریغایس ولستینیس مشهور به ریغاس فِرِئوس (به زبان یونانی: Ρήγας Φεραίος تلفظ: [ˈriɣas fɛˈrɛɔs] زاده‌ی: ۱۷۵۷ (میلادی)) اندیشمند سیاسی، نویسنده و شاعر ملی‌گرای یونانی بود.